# 白石通泰

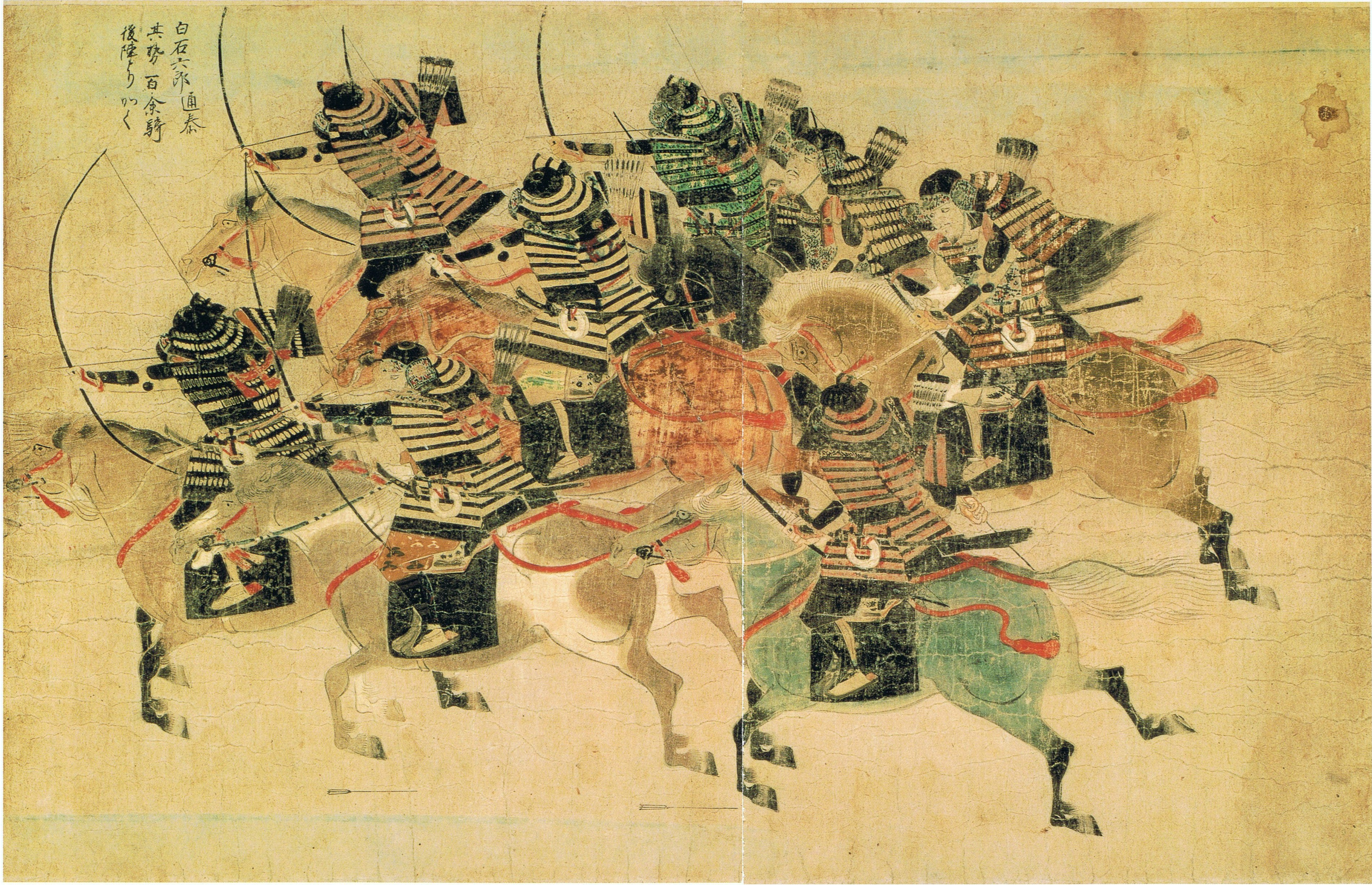
鳥飼潟の戦いにおいて竹崎季長の後方より駆け、元軍に弓を射る肥前国御家人・白石通泰の手勢。墨書に「白石六郎通泰/其勢百余騎/後陣よりかく」。（『蒙古襲来絵詞』前巻・絵5・第17紙）

白石 通泰（しろいし／しらいし みちやす、道泰、生没年未詳）は、鎌倉時代中期の肥前国白石（現佐賀県杵島郡白石町）の武将。通称は六郎。鎌倉幕府御家人。

## 概略
文永の役では、竹崎季長ら主従五騎が赤坂の戦いに破れた元軍を追って鳥飼潟まで進出したが、麁原山に陣を敷く元軍もまた鳥飼潟まで進出してきたため、これに先駆けを行った季長以下三騎は負傷するなど危機的状況に陥った。しかし、後続より肥前国御家人・白石通泰の手勢百余騎や同国御家人・福田兼重、筑後勢など日本軍が到着し、元軍を破った（鳥飼潟の戦い）。そのため、季長らはかろうじて助かったという。通泰と季長はお互いの戦功の証人になった。
季長が描かせた『蒙古襲来絵詞』前巻絵五には、通泰手勢である武士団が騎射をかける様子が描かれており、絵巻の中でも優れた描写で本格的な画技を供えた絵師によるものと考えられる。
通泰は後、季長を頼り肥後国海東郷（現熊本県宇城市海東地区）に移り住んだ。季長は、通泰を海東阿蘇神社の神職として迎えた。そして、白石家は現在に至るまで海東阿蘇神社の社家を代々勤めている。